# Drenas
Drenas (albanisch auch Drenasi oder auch Gllogoc/i, serbisch Глоговац Glogovac) ist eine Stadt im Zentrum des Kosovo und liegt in der Region Drenica, die den Westen vom Osten Kosovos teilt. Sie ist Amtssitz der gleichnamigen Gemeinde.
Der Ort war während des Kosovokrieges Schauplatz militärischer Auseinandersetzungen. Auch kam es in dort von Seiten der jugoslawischen Armee zu Verbrechen an albanischen Zivilisten. Von der albanischen paramilitärische Organisation UÇK wurde zudem nahe dem Ort das Gefangenenlager Lapušnik betrieben, wo es zu Kriegsverbrechen meist gegenüber der serbischen, aber auch albanischen Zivilbevölkerung kam.

## Name
Im Albanischen wird für die Stadt mittlerweile am häufigsten Drenas verwendet. Gllogoc und Gllogovc sind alternative Bezeichnungen, die heute eher selten gebraucht werden. Nachdem sich erstere Bezeichnung vor allem in der lokalen Umgangssprache etabliert hat, wird Drenas nun auch auf Verwaltungsebene genutzt und hat dort die Bezeichnungen Gllogoc bzw. Gllogovc abgelöst.

## Geographie
Die Gemeinde Drenas umfasst etwa 290 Quadratkilometer Fläche und befindet sich im zentralen Teil des Landes, zwischen den Čičavica-Bergen im Osten und den Drenica-Hügeln im Norden und Westen, etwa 30 Kilometer westlich der Hauptstadt Pristina. Die wichtigste Straße von Pristina nach Peja führt durch die Gemeinde. Von dieser Straße ausgehend zweigt an einer Kreuzung im Dorf Komoran eine kleinere Straße nach Norden von der Hauptstraße ab, die durch die Stadt Drenas selbst verläuft und nach Skënderaj weiterführt.
Durch Drenas fließt der Bach Lumi i Gllobarit, welcher mit dem Lumë i vogël in der Nähe des Lumëbardhi zusammentrifft und in den Fluss Drenica mündet.

## Bevölkerung
Bei der Volkszählung 2011 wurden für Drenas 6143 Einwohner erfasst. 6129 von ihnen (99,77 %) bezeichneten sich als Albaner, 3 als Türken, und jeweils 1 Person als Serbe und Bosniake. 5 Einwohner gehören anderen Ethnien an, von 4 Einwohnern konnten keine Angaben erfasst werden.
| Volkszählung | 1948 | 1953 | 1961 | 1971 | 1981 | 1991 | 2011 |
| ------------ | ---- | ---- | ---- | ---- | ---- | ---- | ---- |
| Einwohner    | 558  | 658  | 836  | 1343 | 2440 | 4499 | 6143 |

## Wirtschaft und Gesundheit

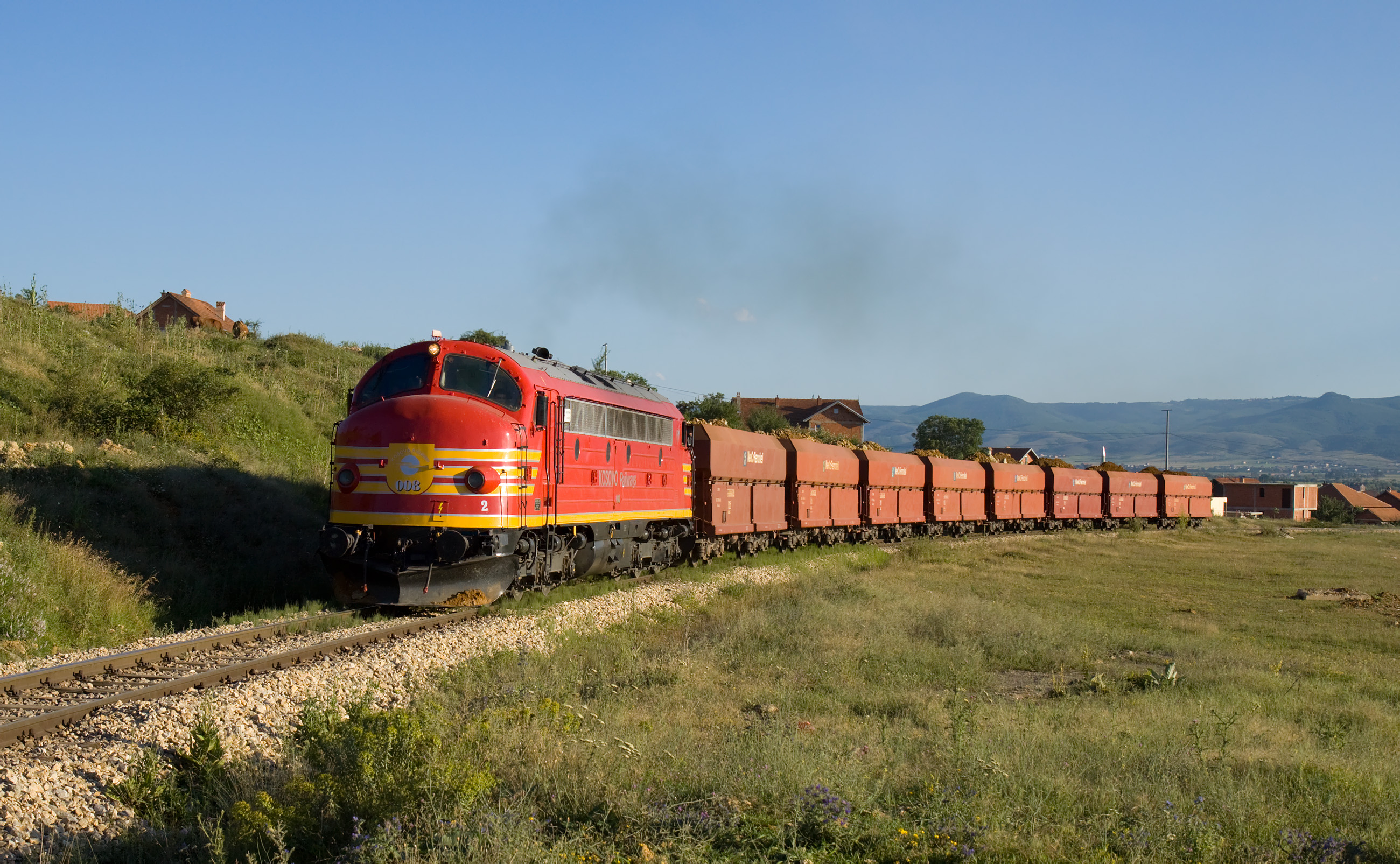
Komposition der Trainkos von Drenas Richtung Bergwerk

Die Wirtschaft ist landwirtschaftlich geprägt, hauptsächlich mit Weizen- und Maisanbau. Im Jahr 2009 war ein Teil der landwirtschaftlichen Nutzfläche, welche als Folge des Kosovokrieges verlorengegangen war, noch nicht wieder kultiviert. Neben einer größeren Anzahl kleiner Familienunternehmen in Handwerk und Gewerbe ist der in US-amerikanischen Besitz stehende, Eisennickelkies verarbeitende Bergbaubetrieb Feronikel mit etwa 1000 Beschäftigten der weitaus größte Arbeitgeber im Ort. Mangelnde Einhaltung von Arbeitsschutz- und Umweltbestimmungen führen hier immer wieder zu schweren Unfällen und zu einer starken Umweltbelastung der Umgebung.
Ein Gesundheitszentrum, sieben kleinere Kliniken und einige Arztpraxen dienen der Gesundheitsversorgung der Bevölkerung in Drenas. Nach Angaben der OSZE war im Jahr 2009 Mangel an ausreichenden Mengen von Medizin, speziellen Ausrüstungen und ausgebildetem Personal spürbar.

## Religion und Kultur
Der Islam ist die am meisten verbreitete Religion in der Gemeinde; es gibt eine Moschee in der Stadt und sieben weitere in den Dörfern. Der Islam ist sunnitisch geprägt. Daneben existiert eine kleine römisch-katholische Minderheit, die aber keine Kirchen besitzt. Die serbisch-orthodoxe Kirche hat ebenfalls kein Kirchgebäude in der Gemeinde, weil es sich nicht um ein traditionelles Siedlungsgebiet der Serben handelte.
Vor den gewaltsamen Konflikten der 1990er Jahre hatte die Gemeinde sieben öffentliche Bibliotheken mit rund 73.000 Büchern. Davon befanden sich rund 12.000 Bücher im Besitz der Stadt-Bibliothek, während die Niederlassungen in Tërstenik, Komoran, Arllat, Sankoc, Baicë und Gradicë die weiteren 61.000 Bücher aufbewahrten. Im Kosovokrieg wurden die Bibliotheken in Drenas und die Zweigstelle in Baicë jedoch vollkommen zerstört. Heute besitzt die Stadt eine neue Bibliothek mit etwa 6500 Büchern.

## Persönlichkeiten
- Rainer Wieland (Vizepräsident des Europaparlaments) wurde im Mai 2018 für seine Friedensbemühungen zum Ehrenbürger der Stadt ernannt.
- Ibrahim Gashi, Historiker und Politiker wurde hier geboren.